# 坂本顕子
坂本 顕子 (さかもと あきこ、 1976年 - ）は、日本のキュレーター。

## 来歴
熊本県熊本市に生まれる。
2001年 千葉大学大学院教育学研究科修士課程を修了（教育学修士）。
熊本市現代美術館設立準備室を経て、開館後は学芸員を務める。

## 企画
- 塔本シスコ展「シスコ・パラダイス　かかずにはいられない！人生絵日記」（2022年）[1][2]
- 「ライフ 生きることは、表現すること」展（2020年）[3]
- 「令和2年7月豪雨 REBORNプロジェクト」（2020年）
- 「大竹伸朗 ビル景」展（2019年）
- 「3.11→4.14-16アート・建築・デザインでつながる東北⇔熊本」展（2017年）
- 「〇о（マルオ）の食卓」展（2016年）[4]

## 編集
熊本地震記録集『地震のあとで－美術館を、美術館としてあける』2018年